# スキーマ建築計画
有限会社スキーマ建築計画（スキーマけんちくけいかく）は、日本のアトリエ系建築設計事務所。

## おもな人物
- 長坂常（1971年5月7日 - ）[1]は、日本の建築家。長坂常／スキーマ建築計画主宰。
大阪府生まれ。1993年明治大学中退後、1998年東京芸術大学美術学部建築科卒業。1998年スキーマ建築計画設立

## おもな作品
- ブルーボトルコーヒー
- 豊かなる衰退サステナブルスタイル・プロジェクト
- Paco in Yokohama
- 奥沢の家
- PACO
- 63.02°
- Sayama flat
- haramo S1
- haramo cuprum
- 豊洲の部屋
- ｢HAPPA HOTEL｣展
- 円山町の部屋
- NADiff a/p/a/r/t
- X2
- E
- happa
- 江戸川台教会コンバージョン計画
- panda
- kitchen+cafe Cube
- 吉原の家
- foot fetish office
- 水野薬局カウンター
- plantation
- PAR ICI
- aoki-kabe renovated
- 白樺荘
- sumica
- aoki-tana/aoki-kabe
- 青山オフィス
- butahana
- FLAT School Desk
- Flat Table
- DesignTide
- kurage3
- Long Chair
- bench2
- kurage
- CHABSEC
- 30×100material
- かかし
- butahana-mini
- KATO